# Gottfried Benjamin Bartholdi
Gottfried Benjamin Bartholdi (* 28. November 1778 in Danzig; † 1819 ebenda) war ein deutscher Pädagoge, der als Anführer einer Verschwörung in Danzig im Jahre 1797 Aufmerksamkeit erweckte.

## Leben
Bartholdi wurde als Sohn des Friseurs und Perückenmachers Gottfried Bartholdi und dessen Frau Florentina Auguste in Danzig geboren. Die Familie war lutherischen Bekenntnisses. Nach dem Besuch der Marienschule ging er ab 1793 in das berühmte Akademische Gymnasium. Im gleichen Jahr hatte Preußen infolge der Zweiten Teilung Polen-Litauens das bis dahin polnische Danzig besetzt. Dies stieß bei großen Teilen der ansässigen Bevölkerung, die um ihre bisherigen Sonderrechte in der Rzeczpospolita fürchtete, auf erheblichen Widerstand. 
Bartholdi, der mit den Ideen der Französischen Revolution vertraut war, scharte bald eine kleine Gruppe von Freunden um sich, die sich als Verbindung der freien Preußen bezeichnete. Es gehörten ihr freilich kaum mehr als ein Dutzend Jugendliche an. Beeindruckt vom polnischen Kościuszko-Aufstand des Jahres 1794 schmiedete sie Pläne zu einem Umsturz in der Stadt. Bartholdi erweckte dabei den Anschein, Haupt einer viel größeren Verschwörung zu sein. Die Gruppe entschloss sich dazu, am vierten Jahrestag der antipreußischen Unruhen nach der Besetzung Danzigs, dem 13. April 1797, dem Gründonnerstag, loszuschlagen. Die in einer Stadt mit starker militärischer Besatzung wenig realistische Idee wurde von einem Mitschüler an die preußischen Behörden verraten und kam deshalb nicht zur Ausführung.
Bartholdi und seine Freunde wurden verhaftet. Da die preußische Regierung einen größeren Aufstand befürchtete, setzten umfangreiche Ermittlungen ein, die in Berlin geführt wurden. Das dortige Kammergericht verurteilte Bartholdi zum Tode, seine Mitstreiter zu langen Haftstrafen. Da die Danziger Behörden fürchteten, der Gymnasiast werde zu einem politischen Märtyrer, plädierten sie für seine Begnadigung, die König Friedrich Wilhelm II. auch gewährte. Der Delinquent erfuhr davon allerdings erst unmittelbar vor der geplanten Hinrichtung. Die Jugendlichen wurden anschließend alle relativ rasch freigelassen, nach einem Gnadengesuch an den neuen König Friedrich Wilhelm III. 1802 auch Bartholdi. 
Anschließend begab er sich in französische militärische Dienste, aus denen er erst nach der Niederlage Napoleons 1815 nach Danzig zurückkehrte. Dort wirkte er als Privatlehrer, starb allerdings schon vier Jahre später.